# エチオピアの行政区画
エチオピアの行政区画（エチオピアのぎょうせいくかく）エチオピアに存在する13の州と1つの自治区の事を指す。第一級行政区画は州・自治区である。第二級行政区画は県である。第三級行政区画は郡である。

## 州・自治区

エチオピアの州と自治区

2021年11月時点で、エチオピアは12つの州と2つの自治区からなる。現体制は1994年12月に承認され、1995年8月21日に施行された1995年憲法によって成立した。
州は公式に地域州（英語: Regional state、アムハラ語: ክልል kilil、複数形: ክልሎች kililoch、オロモ語: Naannoo、複数形: Naannolee） と呼ばれており、当時の首相メレス・ゼナウィが提唱した民族連邦主義に基づき民族ごとに構成されているのが特徴である。各州は州議会（英語: Regional council、州評議会）が選出した州知事（President、大統領とも）によって統治される。なおアムハラ語の ክልል には「居留地」「保護区」という意味もあるため、かつて南アフリカがアパルトヘイト政策の一環として先住民族を強制的に再編成し「自治区・独立国」としたバントゥースタンを想起させるとして、反政権勢力から批判がなされている。
自治区は民族要素を排除しその地域を政治的に中立にするために設けられている。これは首都や論争のある地域などに適用されており、前者はアディスアベバで後者はディレ・ダワが当てはまる。ディレ・ダワは1993年より始まったソマリ州とオロミア州の領土問題によるもので、最初は連邦直轄領とされていた。2004年に連邦政府から自治権が与えられ自治区となった。規模としては1つの都市に近いことから、特別市といった表現もなされる（ただしハラリ州は自治区よりも規模が小さい）。
憲法制定後の変更は2004年にディレ・ダワが連邦直轄領から自治区に変更された程度だったが、2018年に首相に就任したアビィ・アハメドは民族の調和と国内の統合を主張し行政区画の再編に乗り出した。多数の民族が居住していた南部諸民族州は、2020年6月にシダマ州が、2021年11月に南西エチオピア諸民族州がそれぞれ分立し、残る地域も2023年8月に南エチオピア州と中部エチオピア州に分割されたことで消滅した。
| #  | 州名 アムハラ語                                 | 人口 (2023年) | 面積 (km2) | 人口密度 (人/km2) | 主な民族                                                                          | 州都 アムハラ語     |
| -- | ----------------------------------------------- | ------------- | ---------- | ----------------- | --------------------------------------------------------------------------------- | ------------------- |
| 1  | アディスアベバ自治区 አዲስ አበባ                    | 3,945,000     | 526.99     | 7,485.9           | アムハラ人56%、オロモ人19% グラゲ人16%、ティグリニャ人5%                          | ---                 |
| 2  | アファール州 አፋር ክልል                            | 2,076,000     | 72,052.78  | 28.8              | アファール人90%、アムハラ人5%                                                     | セメラ ሰመራ          |
| 3  | アムハラ州 አማራ ክልል                              | 23,216,000    | 154,708.96 | 150.1             | アムハラ人91%、アガウ人3%、オロモ人2%                                             | バハルダール ባህር ዳር |
| 4  | ベニシャングル・グムズ州 ቤንሻንጉል ጉሙዝ ክልል         | 1,251,000     | 50,698.68  | 24.7              | ベルタ人25%、アムハラ人21%、グムズ人21% オロモ人13%、シナシャ人7%                 | アソサ አሶሳ          |
| 5  | 中部エチオピア州 የማዕከላዊ ኢትዮጵያ ክልል               | 6,271,761     | 15,098.97  | 415.4             | ハディア人27%、グラゲ人25%、 シルテ人18%、カンバタ族13%                           | ウォルキテ ወልቂጤ     |
| 6  | ディレ・ダワ自治区 ድሬ ዳዋ                        | 551,000       | 1,558.61   | 353.5             | オロモ人48%、アムハラ人27%、ソマリ人13%                                           | ---                 |
| 7  | ガンベラ州 ጋምቤላ ክልል                             | 525,000       | 29,782.82  | 17.6              | ヌエル人46%、アニュワ人21%、アムハラ人8% カフィチョ人5%、オロモ人4%、マジャン人4% | ガンベラ ጋምቤላ       |
| 8  | ハラリ州 ሓረሪ ክልል                                | 283,000       | 333.94     | 847.5             | オロモ人56%、アムハラ人22%、ハラリ人8% グラゲ人4%、ソマリ人3%                     | ハラール ሓረር        |
| 9  | オロミア州 ኦሮምያ ክልል                             | 40,884,000    | 298,164.29 | 137.1             | オロモ人87%、アムハラ人7%                                                         | アダマ አዳማ          |
| 10 | シダマ州 ሲዳማ ክልል                                | 5,301,868     | 6,695.38   | 791.9             | シダマ人90%                                                                       | アワッサ አዋሳ        |
| 11 | ソマリ州 ሶማሊ ክልል                                | 6,657,000     | 327,068.00 | 20.4              | ソマリ人96%                                                                       | ジジガ ጅጅጋ          |
| 12 | 南エチオピア州 የደቡብ ኢትዮጵያ ክልል                   | 7,594,741     | 44,653.88  | 170.1             | ワライタ人29%、ガモ人20%、ゲデオ人14%、 ゴファ人7%、アーリ人5%、コンソ人4%        |                     |
| 13 | 南西エチオピア諸民族州 የደቡብ ምዕራብ ኢትዮጵያ ህዝቦች ክልል | 3,374,706     | 39,061.41  | 86.4              | カフィチョ人35%、ダウロ人21% ベンチ人15%、メカン人6%、アムハラ人6%                | ボンガ ቦንጋ          |
| 14 | ティグレ州 ትግራይ ክልል                             | 5,838,000     | 85,366.53  | 68.4              | ティグレ人96%                                                                     | メックエル መቐለ      |

備考
- 国勢調査で特別な扱いを受けている郡（Special Census Wereda）の人口はどの行政区画にも含んでいない。特別国勢調査郡の合計は142,000人。
- 以下はエチオピアが領有権を主張する係争地および国境未定地域である。そのため関連する州の面積が変動する場合がある。
  - アルファシャガ・トライアングル（2020-21年スーダン・エチオピア国境紛争）- エチオピアが領有権を主張。隣接するのはアムハラ州、ティグレ州。
  - イレミ・トライアングル - ケニアおよび南スーダンに跨った地域。隣接するのは南部諸民族州（または南西エチオピア諸民族州）。
  - ソマリア国境（オガデン） - ソマリ州に含まれる地域で、ソマリアが領有権を主張していた。ソマリア内戦以降は目立った動きはないものの、地図では国境未確定として描かれることがある。
  - かつてはエリトリア国境（バドメ、Bureなど）も領有権問題があったものの、2018年の平和条約で解決された。

## 下位行政区画

エチオピアのゾーン

それぞれの州はいくつかの地方（ゾーン）に分かれる。
下位行政区分として、以下のような訳語が用いられる。
- 県（Zone）、郡(Woreda)、村(Kebele)[11]
- 県（Zone）、郡(Woreda)、基礎自治体(Kebele)
- 地方（Zone）、県(Woreda)、村(Kebele)

下位行政区画の記事
- エチオピアの県
- エチオピアの郡（英語版）

## 行政区画の変遷

### 1995年以前のエチオピアの州

1993年までのエチオピアの州。

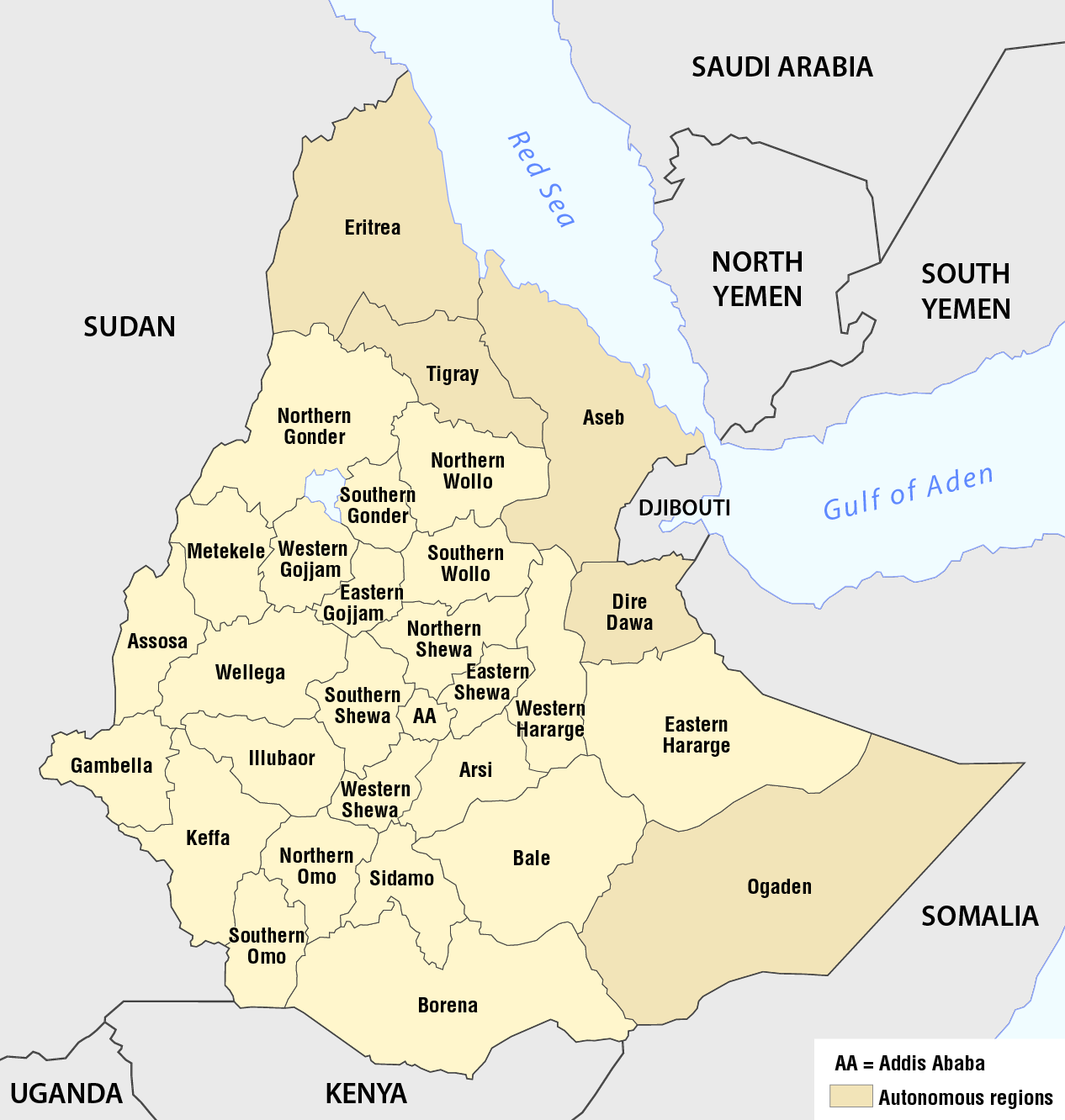
1987年～1991年の行政区画

1995年以前、エチオピアは13の州に、エリトリアの独立以前は14州に分かれていた。この分け方は現在では行政区画ではないが、現在でも位置を表すのに用いられることがある。
1. アルシ州（英語版）
2. バレ州（英語版）
3. ベゲムデル州（英語版）
4. ガム・ゴファ州（英語版）
5. ゴジャム州（英語版）
6. ハラルゲ州（英語版）
7. イルバボル州（英語版）
8. カッファ州（英語版）
9. ショア州（英語版）
10. シダモ州（英語版）
11. ティグレ州
12. ウェレガ州（英語版）
13. ウォロ州（英語版）
14. エリトリア州：1993年独立

### 1942年以前のエチオピアの州
さらに1942年以前に使われた歴史的な州の名称についても、位置を示す際に用いられることがある。

1935年の行政区画

1. アガメ州（英語版）
2. アガウメデル州（英語版）
3. アムハラ州
4. ダワロ州（英語版）
5. デムビヤ州（英語版）
6. エンデルタ州（英語版）
7. ファタガル州（英語版）
8. ハディヤ州（英語版）
9. イファト州（英語版）
10. ラスタ州（英語版）
11. メンス州（英語版）
12. クァラ州（英語版）
13. セミエン州（英語版）
14. テンビアン州（英語版）
15. ツェレムト州（英語版）
16. ツェゲデ州（英語版）
17. ワグ州（英語版）
18. ウェゲラ州（英語版）